# جون بوكلاند رايت
جون بوكلاند رايت (بالإنجليزية: John Buckland Wright)‏ هو نقاش ورسام توضيحي نيوزيلندي، ولد في 3 ديسمبر 1897 في دنيدن في نيوزيلندا، وتوفي في 27 ديسمبر 1954 في لندن في المملكة المتحدة.

## وصلات خارجية
- جون بوكلاند رايت على موقع أوليمبيديا (الإنجليزية)
- جون بوكلاند رايت على موقع اللجنة الأولمبية البريطانية (الإنجليزية)